# Rozenkrans

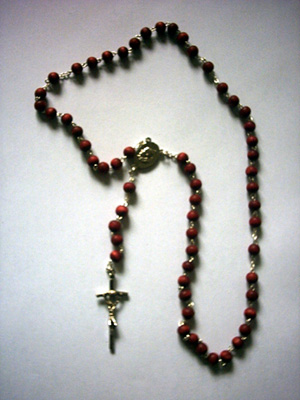
Een rozenkrans

Een rozenkrans, ook wel paternoster genoemd, is een gebedssnoer in gebruik in de Rooms-Katholieke Kerk. De term ‘rozenkrans’ in Latijn rosarium is afgeleid van een middeleeuws gebruik dat bestond uit het plaatsen van een rozenkroon op de beelden van de Maagd Maria. De rozenkrans is ook de naam voor het 'rozenkransgebed'.

## Gebeden
De rozenkrans is een hulpmiddel bij het bidden van het rozenkransgebed. Het gebedssnoer bestaat uit 6 grote en 53 kleine kralen. Het gebed bestaat uit het bidden van het Onzevader (zestienmaal) en het Weesgegroet (honderddrieënvijftigmaal) door de rozenkrans driemaal te doorlopen. 
Tijdens het bidden van de rozenkrans wordt het leven, het lijden en de verrijzenis van Jezus overwogen.

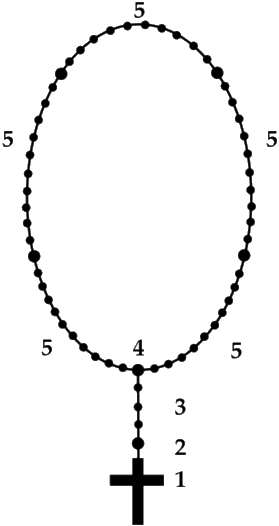
Gebedswijze van de katholieke rozenkrans:
1. kruisteken, geloofsbelijdenis
2. Onzevader
3. drie weesgegroetjes
4. Eer aan de Vader
5. vijf groepen van tien ('tientjes') met per groep een Onzevader, tien weesgegroetjes en een Eer aan de Vader

Gewoonlijk gaat men het gebedssnoer maar eenmaal rond (“rozenhoedje”) en niet driemaal (“volledige rozenkrans”). Dit gebeurt dan op de volgende wijze:
1. Kruisteken
2. Apostolische geloofsbelijdenis
3. Onzevader
4. Weesgegroet (3×)
5. Eer aan de Vader
6. Meditatie over het eerste geheim van de dag
7. Onzevader
8. Weesgegroet (10×)
9. Eer aan de Vader
10. Meditatie over het tweede geheim van de dag
11. Onzevader
12. Weesgegroet (10×)
13. Eer aan de Vader
14. Meditatie over het derde geheim van de dag
15. Onzevader
16. Weesgegroet (10×)
17. Eer aan de Vader
18. Meditatie over het vierde geheim van de dag
19. Onzevader
20. Weesgegroet (10×)
21. Eer aan de Vader
22. Meditatie over het vijfde geheim van de dag
23. Onzevader
24. Weesgegroet (10×)
25. Eer aan de Vader
26. Salve Regina ook kan men in plaats van het Salve Regina eventueel de Litanie van Loreto en/of het Gebed tot de Aartsengel Michaël bidden.
27. Gebed aan het einde van de Rozenkrans (zie hieronder)
28. Kruisteken

## Gebed aan het einde van de Rozenkrans

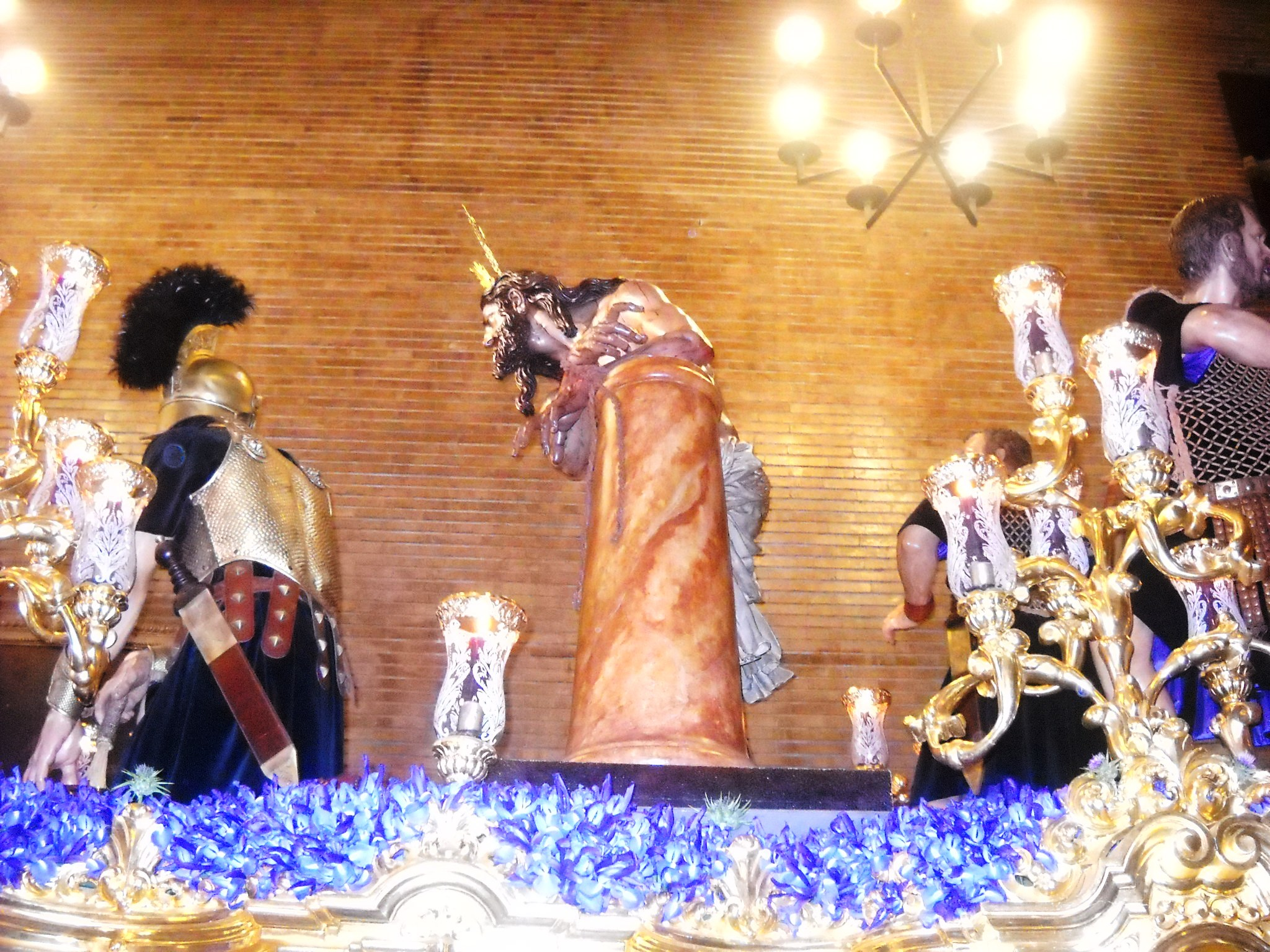
Het Mysterie van de geseling, Koninklijke Broederschap van de Zigeuners, Sevilla

Aan het einde van de Rozenkrans bidt men het volgende gebed:
Bid voor ons heilige Moeder van God.
Opdat wij  de beloften van Christus waardig mogen worden.
Laat ons bidden.
God, Uw eniggeboren Zoon heeft ons door Zijn leven, Zijn dood en verrijzenis de beloning van het eeuwig heil bereid. Wij vragen U, geef ons, die door de allerheiligste rozenkrans van de zalige Maagd Maria deze geheimen gedenken, dat wij mogen navolgen wat zij bevatten, en mogen verkrijgen wat zij beloven.
Door Christus, onze Heer.
Amen.
Of in het Latijn:
Ora pro nobis, sancta Dei genetrix.
Ut digni efficiamur promissionibus Christi.
Oremus.
Deus, cuius Unigenitus per vitam, mortem et resurrectionem suam nobis salutis aeternae praemia comparavit, concede, quaesumus: ut haec mysteria sacratissimo beatae Mariae Virginis Rosario recolentes, et imitemur quod continent, et quod promittunt assequamur.
Per Christum Dominum nostrum.
Amen.

## Geheimen van de dag
Het bidden van een rozenkrans gaat gepaard met het gedenken van geloofsgeheimen (het woord 'geheim' dient men op te vatten in de betekenis van 'mysterie'). Er zijn er twintig van. Per vijf gegroepeerd staan deze bekend als de 'blijde', de 'droevige' en de 'glorievolle' geheimen. In 2002 voegde Paus Johannes Paulus II, aan het begin van het Jaar van de Rozenkrans, daar de 'vijf geheimen van het Licht' aan toe. Bij elkaar geven de 'geheimen' een soort samenvatting van het evangelie. Hierdoor kan het bidden van de rozenkrans iemand duidelijker bewust maken van de Bijbelboodschap. Het is echter niet per se verplicht om de mysteries te overwegen.
Het geheim van de dag wordt bepaald aan de hand van de volgende tabel:
Maandag en zaterdag: Blijde Geheimen

Dinsdag en vrijdag: Droevige Geheimen

Woensdag en zondag: Glorievolle Geheimen

Donderdag: Geheimen van het Licht
De geheimen zijn:
| Blijde geheimen                                                             | Geheimen van het Licht                                         | Droevige geheimen (Goede Vrijdag)                | Glorievolle geheimen                          |
| --------------------------------------------------------------------------- | -------------------------------------------------------------- | ------------------------------------------------ | --------------------------------------------- |
| De engel Gabriël brengt de blijde boodschap aan Maria                       | De doop van Jezus in de Jordaan                                | Jezus bidt in doodsangst tot zijn hemelse Vader  | Jezus verrijst uit de doden                   |
| Maria bezoekt haar nicht Elisabeth                                          | De openbaring van Jezus op de bruiloft van Kana.               | Jezus wordt gegeseld                             | Jezus stijgt op ten hemel                     |
| Jezus wordt geboren in de stal van Bethlehem                                | Jezus’ aankondiging van het Rijk Gods.                         | Jezus wordt met doornen gekroond                 | De Heilige geest daalt neer over de apostelen |
| Jezus wordt in de tempel opgedragen                                         | De gedaanteverandering van Jezus op de berg Tabor              | Jezus draagt het kruis naar de berg van Calvarië | Maria wordt in de hemel opgenomen             |
| Jezus wordt in de tempel teruggevonden (Heilige Familie (soms deze lezing)) | Jezus stelt de Eucharistie in. (Witte Donderdag/Sacramentsdag) | Jezus sterft aan het kruis                       | Maria wordt in de hemel gekroond              |

Naast het gedenken van de geheimen is er plaats voor gebedsintenties, zodat er ook een persoonlijk aspect aan dit gebed is verbonden.
Steeds na het noemen van een geheim bij elk tientje worden er 1 Onze Vader en 10 weesgegroetjes gebeden (een zogenoemd tientje). Dit tientje wordt afgesloten met het Eer aan de Vader. Om de tel niet kwijt te raken, is het handig om de rozenkrans te bidden met behulp van de daartoe bestemde kralenketting. De kraaltjes zijn verdeeld in 5 groepjes van elk 10 kraaltjes, met daartussen 4 losse kralen. Op de 10 kraaltjes bidt men het Weesgegroet. Het Onzevader wordt op de 4 geïsoleerde kralen gebeden, tussen twee tientjes in. (Het eerste Onze Vader wordt op de medaille gebeden.) De rozenkransketting heeft vijf tientjes, zodat men viermaal rond moet om de volledige rozenkrans te bidden. Eén keer rond heet een rozenhoedje. Aan de ketting zit nog een 'staartje' met een kruis eraan: deze is voor de geloofsbelijdenis, een Onze Vader, drie Weesgegroeten en een Eer aan de Vader bedoeld (ook zit bij dit 'staartje' nog het Onze Vader van het eerste tientje). Men begint het rozenkransgebed bij het kruis van het 'staartje' met het maken van het kruisteken en het bidden van de geloofsbelijdenis.

## Rozenhoedje

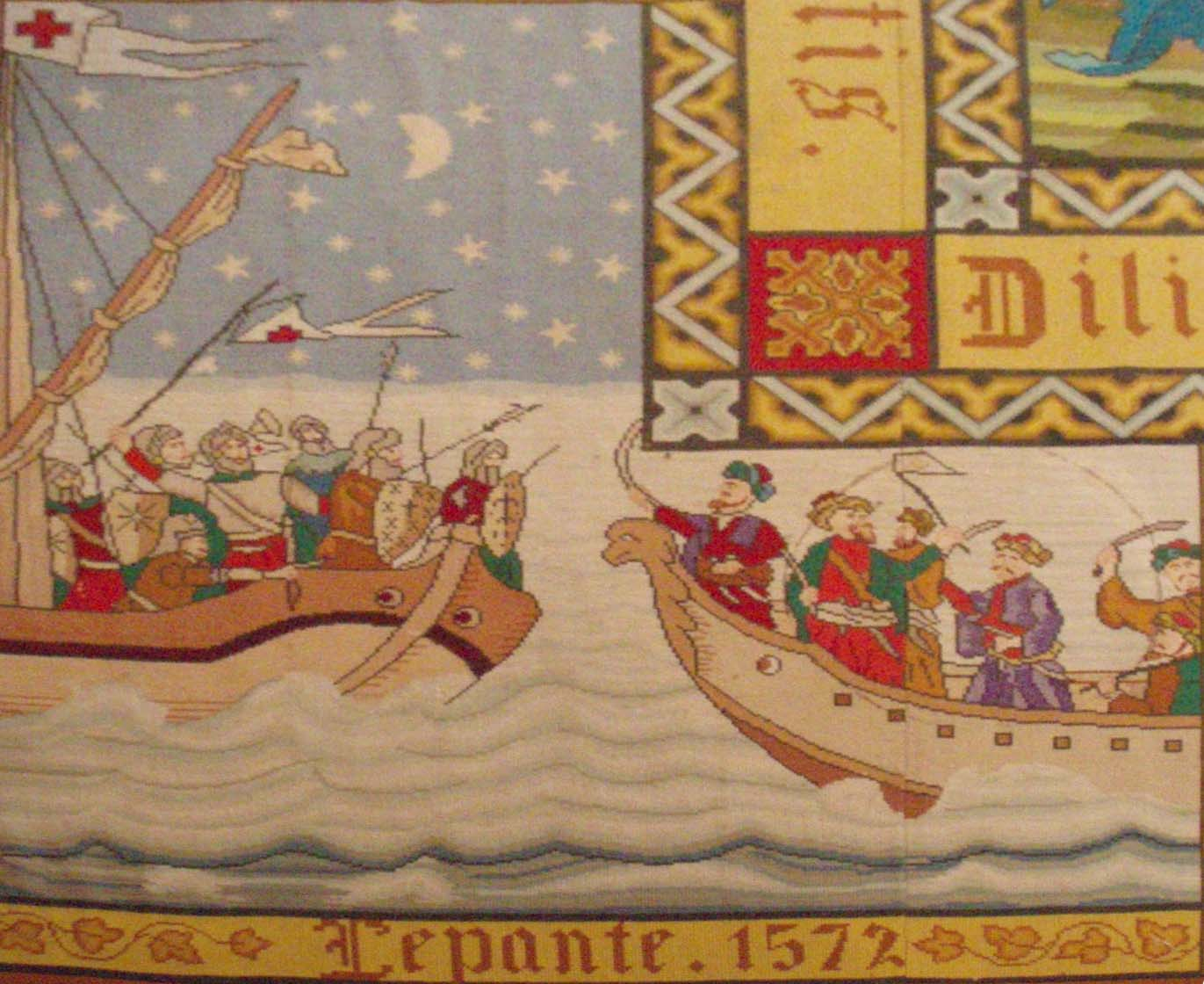
Slag bij Lepanto, uitgebeeld op een 19de-eeuws tapijt

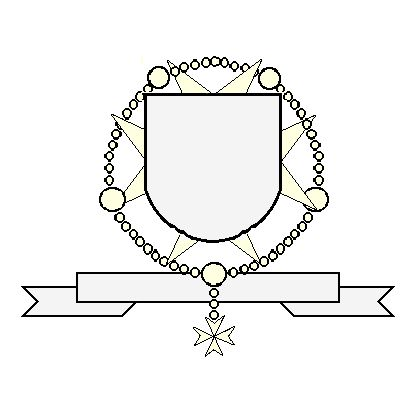
Wapen van een geprofeste religieus die geen priesterwijding heeft ontvangen

Vaak bidt men niet het volledige rozenkransgebed maar de verkorte versie. Deze verkorte versie noemt men het rozenhoedje, maar wordt vaak ook gewoon 'rozenkrans' genoemd. Voor dit rozenhoedje bidt men de rozenkrans niet driemaal rond (15 zogenoemde tientjes) maar slechts eenmaal (5 tientjes). Wanneer men één rozenhoedje, bestaande uit vijf tientjes, bidt, koppelt men de geheimen of mysteries aan een bepaalde dag van de week (bijvoorbeeld donderdag de Eucharistie-instelling, zaterdag het onbevlekt hart van Maria); zo overweegt men op maandag en zaterdag de blijde geheimen, op donderdag de geheimen van het Licht, op dinsdag en vrijdag de droevige en op woensdag en zondag de glorievolle geheimen.

## Geschiedenis

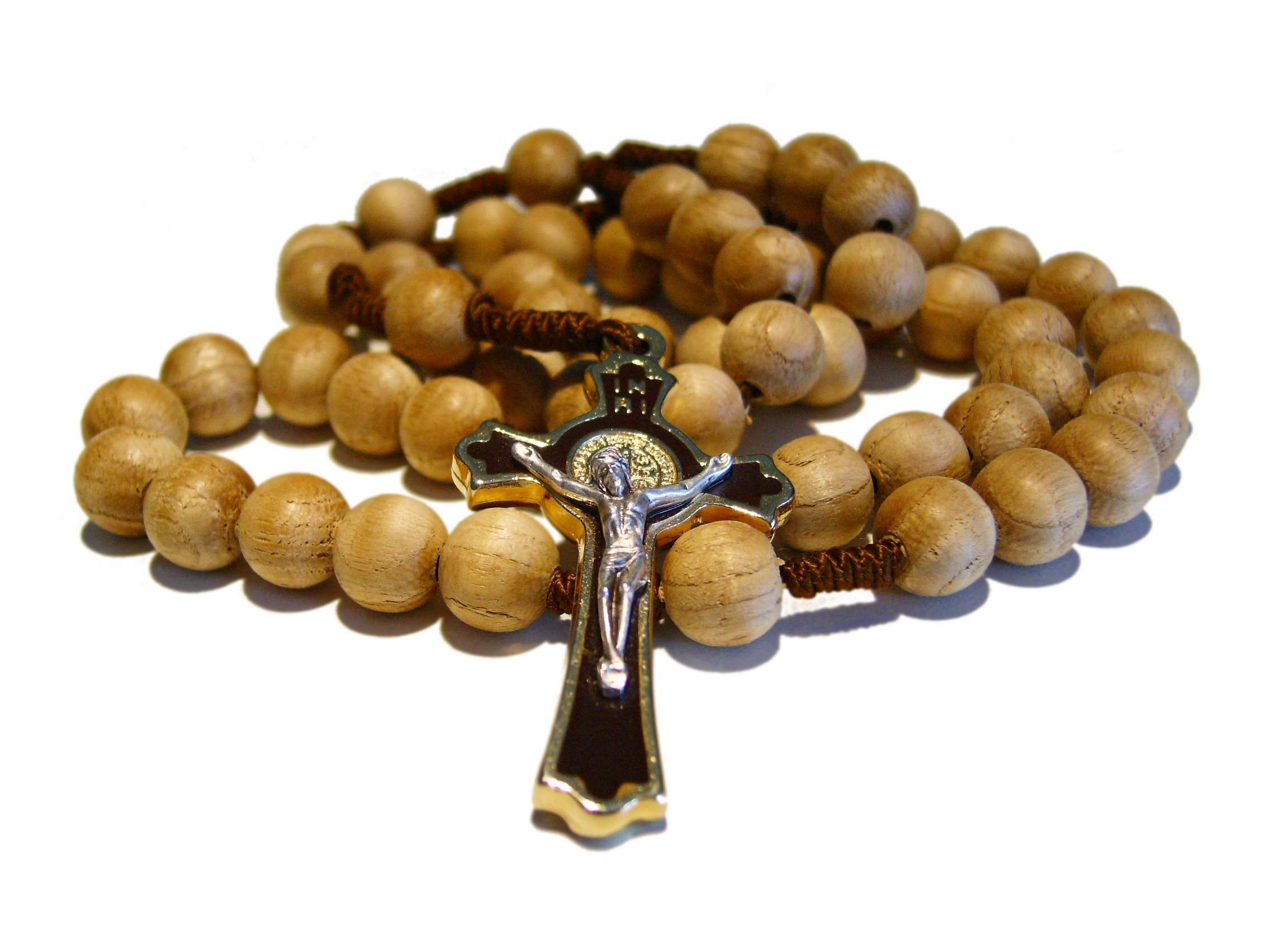
Een rozenkrans met houten kralen

De oorsprong van het rozenkransgebed moet worden gezocht in de vervanging van het monastieke psalmgebed: het bidden van honderdvijftigmaal een Weesgegroet is in feite een vereenvoudiging voor het gewone kerkvolk dat de 150 psalmen niet uit het hoofd kon opzeggen, zoals de kloosterbroeders dat wel konden. Eerst werd er vooral honderdvijftigmaal een Onze Vader gebeden. Later werd hieraan in het Westen de devotie tot Maria verbonden. De rozenkrans kreeg de vorm zoals we hem vandaag kennen in de 15e eeuw door de prediking van de dominicaan Alanus de Rupe (Alain de la Roche, ca. 1428 - 1475).
De rozenkrans wordt vaak geassocieerd met de Heilige Dominicus, de stichter van de dominicanenorde, maar er zijn geen bewijzen dat hij er de grondlegger van zou zijn.
Paus Leo X gaf in 1520 goedkeuring aan het gebed en de Kerk heeft de rozenkrans sindsdien steeds aanbevolen.

## Oktober, rozenkransmaand
Aan christelijke zijde werd de overwinning bij de Slag bij Lepanto op 7 oktober 1571 toegeschreven aan het bidden van de rozenkrans door zowel het niet-strijdende volk als de krijgsmacht. Na de slag stelde Paus Pius V officieel op 7 oktober een feestdag in als gedachtenis van de overwinning op de Ottomanen. Sindsdien geldt de maand oktober als rozenkransmaand in de Rooms-Katholieke Kerk.

## De rozenkrans in de heraldiek
De geprofeste leken, mannen die de lagere wijdingen ontvingen maar geen priesters zijn, en vrouwelijke religieuzen mogen volgens de tradities en regels van de kerkelijke heraldiek een rozenkrans om hun wapen hangen. Deze rozenkrans is zwart maar voor de Orde van Malta is een uitzondering gemaakt; de leden van deze orde voeren een wit kralensnoer met een daaraan bevestigd kruis van Malta in hun wapens.